# Sid Going

a Compétitions nationales et continentales officielles uniquement.

b Matchs officiels uniquement.
Sid Going, nom d’usage de Sidney Milton Going, né le 19 août 1943 à Kawakawa (Nouvelle-Zélande) et mort le 17 mai 2024 à Maromaku (Nouvelle-Zélande), est un joueur international néo-zélandais de rugby à XV évoluant au poste de demi de mêlée. Il joue à 29 reprises avec les All Blacks entre 1967 à 1977.

## Biographie

### Les débuts
À 18 ans, Sid Going obtient sa première sélection pour la province du Northland dirigée par Ted Griffin. Toutefois, malgré de bons débuts, et des promesses de rejoindre rapidement les All Blacks, il met en sommeil sa carrière de joueur de rugby pour une mission de deux ans au profit de l'Église de Jésus-Christ des saints des derniers jours. À son retour, il intègre la province de Northland. En 1965, il dispute deux rencontres contre l'Afrique du Sud lors de la tournée des Sprinboks, d'abord avec le Northland, rencontre où il évolue avec son frère Ken et où les Sud-Africains l'emportent 14 à 11, puis avec les Maoris, rencontre remportée 9 à 3 par les Springboks. L'année suivante, ce sont les Lions britanniques et irlandais qu'il affronte lors de la tournée de ces derniers en Australie et Nouvelle-Zélande. De nouveau avec Northland, victoire 6 à 3 des Lions, puis avec les Maoris, défaite 16 à 14 de ces derniers. La même année, la Fédération néo-zélandaise annonce qu'elle renonce à la tournée que les All Blacks doivent effectuer en 1967 en Afrique du Sud, ne pouvant accepter l'obligation faite par les autorités de ce pays de venir avec une équipe uniquement composée de joueurs blancs. Une tournée de remplacement (en) est décidée, au Canada, en Grande-Bretagne et en France. Avant cette tournée, Sid Going dispute son premier match sous le maillot noir lors d'un match contre l'Australie à l'Athletic Park de Wellington, lors d'un jubilée célébrant le 75e anniversaire de la Fédération néo-zélandaise. Les All Blacks s'imposent sur le score de 29 à 9.

### Rivalité avec Chris Laidlaw
Sid Going fait partie de l'effectif qui effectue la tournée, mais il est relégué aux matchs de semaines, Chris Laidlaw occupant le poste de demi de mêlée titulaire. Ce dernier en méforme, Sid Going est titularisé lors du test contre l'équipe de France, où il inscrit un des quatre essais néo-zélandais, son équipe l'emportant 21 à 15. Après deux matchs manqués face à l'Australie, puis les deux premiers tests de la tournée de l'équipe de France en Nouvelle-Zélande et Australie, il dispute le troisième test face à ces derniers. Il inscrit les deux essais néo-zélandais qui s'impose 19 à 12 à Auckland.
Laidlaw jouant en Europe avec Oxford, Going retrouve un poste de titulaire pour les deux tests de la tournée du pays de Galles, équipe victorieuse du tournoi quelques mois plus tôt.
En 1970, les All Blacks se rendent en Afrique du Sud, la tournée étant rendue possible par l'autorisation faite aux Maoris de participer, sous un statut de blanc honoraireLa sélection néo-zélandaise comprend trois Maoris : Blair Furlong, Sid Going et Henare Milner, et encore un joueur d'origine samoane Bryan Williams. Going est titulaire lors du premier test contre les Springboks, à Pretoria lors d'une défaite 17 à 6. Laidlaw reprend la place de titulaire lors des deux tests suivants, victoire 9 à 8 des Néo-Zélandais au Cap puis défaite  14 à 3 à Port Elizabeth. Going retrouve le poste de demi de mêlée pour le dernier test, perdu 20 à 17 à Johannesbourg.

### Titulaire chez lesAll Blacks

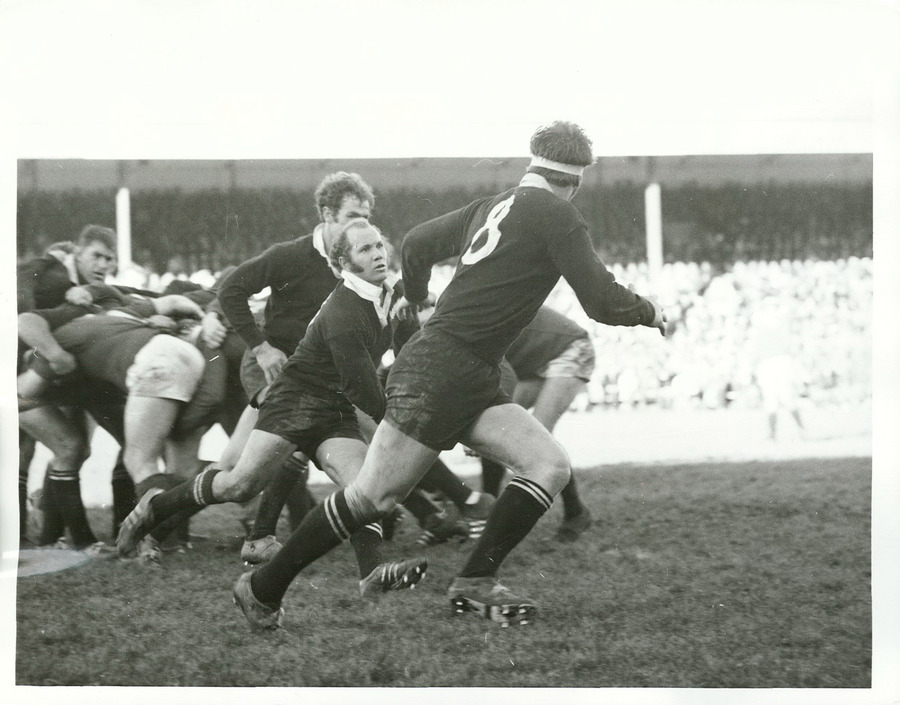
Sid Soing lors du 3e est contre les Lions, à Wellington.

En 1971, il participe à la troisième conquête du Ranfurly Shield de l'histoire de Northland lors d'une victoire 17 à 12 face à Auckland. Après plusieurs défenses, Northland s'incline l'année suivante 16 à 15 au Okara Park de Whangarei, toujours face à Auckland. Durant cette année 1971, il affronte les Lions lors de leur tournée de 1971. Il les rencontre une première fois avec les Māori, à l'Eden Park lors d'une défaite 23 à 12, puis lors des quatre tests, défaite 9 à 3 au Carisbrook de  Dunedin, victoire 22 à 12 au Lancaster Park de Christchurch, défaite 13 à 3 à l'Athletic Park de Wellington et enfin match nul 14 partout à l'Eden Park  d'Auckland. C'est la première fois que l'équipe des Lions remporte une série de test en Nouvelle-Zélande, devenant de plus la deuxième équipe à le faire après les Springboks en 1937. Going inscrit un essai, lors du deuxième test. Entre les deux derniers tests, il rencontre de nouveau les Lions, avec Northland, développant avec ses deux frères Ken et Brian un blindside triple-scissors movement.
La Nouvelle-Zélande accueille une tournée des Wallabies en 1972. Celle-ci comporte trois tests, tous remportés par les All Blacks. Sid Going participe à ces trois matchs : lors de la victoire 29 à 6 de Wellington, il inscrit un essai et participe aux actions des quatre autres essais néo-zélandais. Il inscrit également le premier des six essais néo-zélandais de la victoire 38 à 3.
Going est nommé vice-capitaine de Ian Kirkpatrick pour la longue tournée en Amérique du Nord et en Europe, entre octobre 1972 et février de l'année suivante. avec cinq tests au programme, contre les quatre équipes des îles britanniques, et contre la France. Malgré deux défaites lors de matchs de semaine, face aux Gallois de Llanelli, puis à une sélection anglaise de North-Western Counties, les All Blacks s'imposent lors du premier test, face aux Gallois, sur le score de 19 à 16. Juste après ce match, ils concèdent une nouvelle défaite, face à Midland Counties, mais s'imposent ensuite 14 à 9 face à l'Écosse où Going inscrit un essai. Les Néo-Zélandais remportent le troisième test, face aux Anglais, sur le score de 9 à 0. L'Irlande, grâce à un nul 10 partout prive les All Blacks de grand chelem, Going inscrivant le premier des deux essais de son équipe. Pour le dernier match dans les îles britanniques, ils affrontent les Barbarians dans une rencontre qui ressemble à un cinquième test, avec dans l'équipe des Barbarians douze joueurs ayant participé à la tournée victorieuse des Lions en 1971. Ce match, considéré par beaucoup comme le plus grand match de l'histoire du rugby, est marqué par un essai inscrit par Gareth Edwards dès la cinquième minute, celui-ci étant considéré comme le « plus grand essai jamais marqué », également connu sous le surnom de that try,. Les Barbarians remportent finalement ce match sur le score de 23 à 11. Pour le dernier test de la tournée, les Néo-Zélandais sont dominés par les avants français, les Bleus s'imposant 13 à 6. Durant cette tournée, Going occupe le rôle de capitaine lors de cinq rencontres.
Le mois de septembre de l'année suivante, Going rencontre de nouveau les Anglais, les All Blacks s'incliant sur le score de 16 à 10.
En 1974, l'absence de nombreux titulaires, dont Sid Going, dans l'effectif des All Blacks, qui se rend en tournée en Australie étonne le monde du rugby  dont le directeur de celle-ci Les Bryars. Going est présent pour la tournée dans l'hémisphère nord, principalement en Irlande, tournée disputée également par son frère Ken. Il participe à l'unique test de cette tournée, remporté 15 à 6 à Lansdowne Road contre les Irlandais. La rencontre face aux Barbarians se termine sur un score de 13 partout. 
Il dispute en 1975 le seul test disputé par les All Blacks, victoire à Auckland face aux Écossais, puis, l'année suivante, il rentre en jeu face aux Irlandais à Wellington. Avant ce match, il rencontre cet adversaire avec North Auckland lors d'une défaite 12 à 3 à Whangarei. Lors de cette année 1976, il se rend pour une nouvelle tournée en Afrique du Sud avec les All Blacks où figurent cinq maoris, Billy Bush, Sid Going, Kent Lambert, Bill Osborne et Tane Norton. Après une première défaite à Durban sur le score de 16 à 7, les All Blacks s'imposent 15 à 9 avec huit points de Going, un essai et deux transformations. Les Springboks remportent la série en remportant les deux derniers tests, 15 à 10 au Cap et 15 à 14 à Johannesburg, rencontre où Going inscrit un essai. Il n'est pas retenu pour la tournée qui suit en octobre et novembre en Amérique du Sud. 
Lors de la tournée 1977 des Lions, il dispute les deux premiers tests, victoire 16 à 12 à Wellington, inscrivant un essai, puis défaite 13 à 9 à Christchurch. Il dispute également le match suivant de la tournée des Lions, avec les Maoris, inscrivant deux essais qui permettent à son équipe de mener 13 à 3 puis 19 à 6 avant de s'incliner 22 à 19. Toutefois, il n'est pas retenu pour les deux derniers tests de la tournée.

## Vie privée
Sid Going est issu d'une famille mormone. Son père Cyril rejoint Maromaku dans le Northland au début du XXe siècle. Sa mère, née Paki, occupe une grande importance dans la communauté mormone du Northland. 
Sid Going interrompt sa carrière sportive pour servir pendant deux ans en tant que missionnaire dans la mission de l'ouest du Canada pour l'Église de Jésus-Christ des saints des derniers jours. À son retour, Sid Going épouse Colleen, avec laquelle il s'occupe d'une ferme d’élevage de bovins à Maromaku dans le Northland. Colleen assurant seule l’exploitation agricole durant les longues périodes de tournée. Le couple a cinq enfants. Leur fille ainée est morte dans un accident de voiture. Deux fils, Jared et Milton, font également carrière dans le rugby. Le premier évolue pendant une période en Super 12, avec les Chiefs puis les Crusaders avant de mettre un terme à sa carrière après une blessure au genou. Milton fait des essais avec les Blues et joue avec la sélection néo-zélandaise de rugby à sept. Nombre de ses neveux jouent également au rugby, dont Todd Miller, également All Black.
Sid Going meurt le 17 mai 2024, à l’âge de 80 ans.

## Palmarès

### Statistiques
Sid Going dispute 29 tests avec  les  All-Blacks, entre le 19 août 1967 à Wellington contre l'Australie et le 9 juillet 1977 à Christchurch contre les Lions britanniques. Il inscrit 44 points, dix essais, deux pénalités et une transformation. 
Il dispute également d'autres matchs sous le maillot noir des All Blacks, pour un total de 86 matchs et 164 points. Durant ces matchs de semaine, il occupe le rôle de capitaine à cinq reprises.

### Récompenses et distinctions
En 1978, Sid Going est élevé au rang de membre de l'Ordre de l'Empire britannique, Member of the Order of the British Empire (MBE).
En 2004, il fait partie des trois premiers sportifs, avec le joueur de rugby  Peter Jones et le joueur de tennis de table Neti Traill, à être introduit au sein du Northland Hall of Fame.
Il obtient six fois consécutivement le titre de Tom French Cup, récompensant le meilleur joueur d'origine maori, à partir de 1967.
En mai 2014, le journaliste du The New Zealand Herald Wynne Gray établit une liste des cent meilleurs joueurs de l'histoire du rugby néo-zélandais, Sid Going se voyant placer à la douzième place, le meilleur rang pour un demi de mêlée. En 2015, Gerard Meagher, journaliste au Guardian, le place en tant que demi de mêlée titulaire au sein de la meilleure équipe de l'histoire des AllBlacks.
Sid Going connait une grande rivalité avec l'un des meilleurs joueurs de l'histoire du rugby à XV, le Gallois Gareth Edwards. Les deux joueurs se rencontrent à treize occasions.

## Style de jeu
Sid Going est considéré comme un des plus grands compétiteurs, « The greatest match winner Rugby has known », selon Grant Batty, un ancien All Black ou selon Gareth Edwards, son rival gallois.
Gareth Edwards le décrit comme un joueur ayant un centre de gravité bas, ce qui le rend difficile à attraper par les avants adverses. Proche de ses propres avants, il attaque souvent autour des mêlées. Il est aussi habile dans le jeu au pied derrière le pack adverse. Edwards admire également sa technique individuelle.
Toutefois, Terry McLean, l'un des principaux journalistes du rugby néo-zélandais, critique souvent sa personnalité, considérant par exemple que le choix de le nommer vice-capitaine de Ian Kirkpatrick lors de la tournée dans l'hémisphère nord en 1972 est une erreur, si ce n'est un désastre. Il considère que son grand jeu offensif a pour conséquence de brider le jeu de ses arrières. Pendant longtemps, les sélectionneurs néo-zélandais lui préfèrent Chris Laidlaw dont le jeu est basé sur la passe et la conduite du jeu des arrières.